# PowerISO
PowerISO — утилита для работы с образами CD/DVD дисков. Позволяет создавать, распаковывать, сжимать, шифровать, редактировать и конвертировать файлы-образы ISO/BIN, и монтировать эти файлы в виртуальный носитель. Как и для всех программ, создающих виртуальный носитель, файлы оригинального диска могут использоваться напрямую без предварительной распаковки. Программа умеет создавать и сжатые образы дисков в своём собственном формате (.daa), причём степень сжатия у этого формата, в отличие от аналогов очень высока. Необходимо отметить, что этот формат имеет малое распространение и практически не поддерживается популярными утилитами для виртуальных дисков.
Программа также поддерживает форматы ISO, BIN, NRG, и CDI. В демоверсии нельзя создавать и редактировать файлы-образы размером более 300 мегабайт , но можно записывать файлы любого размера на диск.